# Cherskiella
Cherskiella is een geslacht van uitgestorven kreeftachtigen uit de klasse van de Ostracoda (mosselkreeftjes).

## Soorten
- Cherskiella abliterata Kanygin, 1984 †
- Cherskiella alexandri Ivanova (V. A.), 1973 †
- Cherskiella bigibba Kanygin, 1965 †
- Cherskiella egentis Kanygin, 1967 †
- Cherskiella inflata Kanygin, 1965 †
- Cherskiella multifida Kanygin, 1967 †
- Cherskiella notabilis Kanygin, 1965 †